# 藤田玲子
藤田 玲子（ふじた れいこ、1953年 - ） は、日本の原子力工学者。東芝首席技監を経て、内閣府革新的研究開発推進プログラムプログラム・マネージャーや、女性初の日本原子力学会会長を務めた。

## 人物・経歴
東京都生まれ。
早稲田大学理工学部卒業後、1979年東京工業大学（のちの東京科学大学）大学院総合理工学研究科電子化学専攻修士課程修了。
1982年同大学大学院総合理工学研究科電子化学専攻博士課程修了。
1983年東芝入社、原子力技術研究所。
1988年アルゴンヌ国立研究所客員研究員。
1993年東京工業大学原子炉工学研究所非常勤講師。
1995年日本原子力学会技術賞受賞。
1999年日本原子力学会論文賞受賞。
2001年東芝電力・社会システム技術開発センター主幹。
2006年電気化学会理事。
2008年東芝電力・社会システム技術開発センター技監。
2009年東京工業大学創造エネルギー専攻非常勤講師。
2010年日本原子力学会理事。
2011年内閣府除染技術等調査推進委員会委員、福島県除染アドバイザー。
2012年東芝電力システム社電力・社会システム技術開発センター首席技監、日本原子力学会副会長。
2013年文部科学省科学技術・学術審議会原子力科学技術委員会群分離・核変換技術作業部会専門委員。
2014年内閣府革新的研究開発推進プログラム「核変換による高レベル放射性廃棄物の大幅な低減・資源化」プログラム・マネージャー。
　次世代燃料再処理技術専攻で、乾式再処理技術開発の第一人者とされ、同年から女性初の日本原子力学会会長も務めた。
2018年藤田プログラム「核変換による高レベル放射能廃棄物の大幅な低減・資源化」が全国発明表彰21世紀発明賞を受賞。
2019年日本原子力学会福島特別プロジェクト代表。博士・理学。